# Linum cratericola
Linum cratericola es una especie de planta herbácea perteneciente a la familia  Linaceae. Es endémica de  Ecuador en las Islas Galápagos.

## Taxonomía
Linum cratericola fue descrita por Uno H. Eliasson y publicado en Botaniska Notiser 121: 634. 1968.
Etimología
Linum: nombre genérico que deriva de la palabra griega: "linum" = "lino" utilizado por Teofrasto.
cratericola: epíteto latíno que significa "de los cráteres"